# Can Rigol (Subirats)
Can Rigol és una masia de Subirats (Alt Penedès) protegida com a bé cultural d'interès local.

## Descripció
Es tracta d'una masia de planta basilical, amb portal de mig punt a la planta baixa i finestres rectangulars. Té diversos contraforts laterals i un rellotge de sol així com alguns edificis agrícoles annexes.